# Cantón de Vandœuvre-lés-Nancy-Oeste
El cantón de Vandœuvre-lès-Nancy-Oeste era una división administrativa francesa, que estaba situada en el departamento de Meurthe y Mosela y la región de Lorena.

## Composición
El cantón estaba formado por una fracción de la comuna que le daba su nombre:
- Vandœuvre-lès-Nancy (fracción)

## Supresión del cantón de Vandœuvre-lès-Nancy-Oeste
En aplicación del Decreto nº 2014-261 de 26 de febrero de 2014, el cantón de Vandœuvre-lès-Nancy-Oeste fue suprimido el 22 de marzo de 2015 y la fracción de la comuna que le daba su nombre pasó a formar parte del nuevo cantón de Vandœuvre-lès-Nancy.